# Вольф, Александр
Александр Вольф (нем. Alexander Wolf; род. 21 декабря 1978, Шмалькальден, Зуль, ГДР) — немецкий биатлонист, трёхкратный чемпион Европы, бронзовый призёр чемпионата мира 2008 года в преследовании и в эстафете. Завершил карьеру--13 Марта 2013 года.
Начал заниматься биатлоном с 7 лет. В 1997 году окончил спортивную школу в Оберхофе. В 1999 году стал чемпионом Германии и чемпионом Европы. С 2000 года выступает на этапах Кубка Мира. Первая победа в индивидуальном соревновании пришла в сезоне 2002/2003, когда он выиграл спринт на этапе Кубка мира в Лахти. После этого Вольф становится постоянным членом немецкой команды по биатлону. Начало сезона 2005—2006 оказались весьма успешными для Александра Вольфа, который долгое время удерживал лидерство в общем зачёте Кубка мира. Однако Олимпиада 2006 года принесла одни разочарования: пятнадцатое место в спринте, девятнадцатое — в гонке преследования, восьмое — в масс-старте и, как итог, не включение в состав эстафетной команды. Последующий сезон принёс Александру Вольфу ещё несколько побед.

## Кубки мира
- 1998—1999 — 50-е место (22 очка)
- 1999—2000 — 37-е место (59 очков)
- 2000—2001 — 62-е место (30 очков)
- 2001—2002 — 29-е место (186 очков)
- 2002—2003 — 39-е место (96 очков)
- 2003—2004 — 28-е место (173 очка)
- 2004—2005 — 23-е место (210 очков)
- 2005—2006 — 12-е место (431 очко)
- 2006—2007 — 20-е место (347 очков)
- 2007—2008 — 14-е место (423 очка)
- 2008—2009 — 19-е место (429 очков)
- 2009—2010 — 41-е место (183 очка)